# Ringkøbing
Ringkøbing – miasto w zachodniej Jutlandii, w Danii. Miasto znajduje się w regionie Jutlandia Środkowa (d. w okręgu Ringkjøbing Amt), w gminie Ringkøbing-Skjern (d. Ringkøbing).
- Ludność: 9742 osób
- Edukacja: dwa gimnazja, szkoła handlowa, centrum kursów oraz szkoła muzyczna.
- Muzea: muzeum miasta Ringkøbing, muzeum biograficzne JC Christensena.